# Die Goldenen Zitronen/Diskografie
Diese Diskografie ist eine Übersicht über die musikalischen Werke der deutschen Punk- und Avantgarde-Band Die Goldenen Zitronen. Die aufgeführten Label beziehen sich auf die Erstveröffentlichung.

## Alben

### Studioalben
| Jahr | Titel Musiklabel                                             | Höchstplatzierung, Gesamtwochen, AuszeichnungChartsChartplatzierungen (Jahr, Titel, Musiklabel, Platzierungen, Wochen, Auszeichnungen, Anmerkungen) | Anmerkungen |
| Jahr | Titel Musiklabel                                             | DE | Anmerkungen |
| ---- | ------------------------------------------------------------ | --- | ----------- |
| 1987 | Porsche, Genscher, Hallo HSV Weser Label                     | DE86 (1 Wo.)DE | LP, CD      |
| 1988 | Kampfstern Mallorca dockt an Weser Label                     | — | LP, CD      |
| 1990 | Fuck You Vielklang                                           | — | LP, CD      |
| 1991 | Punkrock Vielklang                                           | — | LP, CD      |
| 1994 | Das bißchen Totschlag Sub Up Records                         | — | LP, CD      |
| 1996 | Economy Class Sub Up Records                                 | — | LP, CD      |
| 1998 | Dead School Hamburg (Give Me a Vollzeitarbeit) Cooking Vinyl | — | LP, CD      |
| 2001 | Schafott zum Fahrstuhl Buback Tonträger                      | — | 2CD         |
| 2006 | Lenin Buback Tonträger                                       | — | LP, CD      |
| 2009 | Die Entstehung der Nacht Buback Tonträger                    | — | LP, CD      |
| 2013 | Who’s Bad Buback Tonträger                                   | — | LP, CD      |
| 2015 | Flogging a Dead Frog Altin Village & Mine                    | — | LP, CD      |
| 2019 | More Than a Feeling Buback Tonträger                         | DE61 (1 Wo.)DE | LP, CD      |

### Gemeinschaftsalben
| Jahr | Titel Musiklabel                          | Anmerkungen                                    |
| ---- | ----------------------------------------- | ---------------------------------------------- |
| 1992 | 1992: 80 000 000 Hooligans Sub Up Records | 12″, SCD mit Easy Business & IQ (Eric IQ Gray) |

### Kompilationen
| Jahr | Titel Musiklabel                        | Anmerkungen |
| ---- | --------------------------------------- | ----------- |
| 1990 | Hitcontainer Weser Label                | MC          |
| 2002 | Aussage gegen Aussage Buback Tonträger  | LP, CD      |
| 2024 | Inventur (1984 – 2024) Buback Tonträger | LP, CD      |

### Remixalben
| Jahr | Titel Musiklabel                          | Anmerkungen |
| ---- | ----------------------------------------- | ----------- |
| 1998 | Weil wir einverstanden sind Cooking Vinyl | 12″         |

### EPs
| Jahr | Titel Musiklabel                                                      | Anmerkungen |
| ---- | --------------------------------------------------------------------- | ----------- |
| 1986 | Doris ist in der Gang Weser Label                                     | 7″          |
| 1987 | Am Tag als Thomas Anders starb inc. Doris ist in der Gang Weser Label | 12″         |
| 1988 | Das ist Rock / Live in Japan Weser Label                              | 12″         |
| 1988 | Walzer nix gut Weser Label                                            | 7″          |

### Tributealben
| Jahr | Titel Musiklabel                                           | Anmerkungen |
| ---- | ---------------------------------------------------------- | ----------- |
| 2008 | A Tribute to … die Goldenen Zitronen Major Label, SM Musik | 2LP, 2CD    |

## Singles
| Jahr | Titel Musiklabel                                                                      | Anmerkungen                |
| ---- | ------------------------------------------------------------------------------------- | -------------------------- |
| 1987 | Am Tag als Thomas Anders starb / Zitronenmord Weser Label                             | 7″                         |
| 1989 | Brennstoff Big Store                                                                  | Split 7″ mit KISS BAD LIFE |
| 1990 | Alles was ich will (Nur die Regierung stürzen) / Die Chinesische Schubkarre Vielklang | 7″                         |
| 2006 | Wenn ich ein Turnschuh wär / Gevatter Böhm Erzählt Buback Tonträger                   | 7″                         |

## Videoalben
| Jahr | Titel Musiklabel                      | Anmerkungen |
| ---- | ------------------------------------- | --- |
| 2001 | Videocompilation (Video)              | |
| 2003 | Golden Lemons                         | Der von Jörg Siepmann produzierte Dokumentarfilm Golden Lemons zeigt Die Goldenen Zitronen auf einer Tour durch die Vereinigten Staaten. Die Band distanziert sich von dem Film, da sie ihn für „fast grundweg missraten“ hält.                                                                           |
| 2007 | Übriggebliebene ausgereifte Haltungen | Übriggebliebene ausgereifte Haltungen, eine Rockumentary über die Band von Peter Ott, lief auf einigen deutschen Filmfestivals. Der Film kam am 6. November 2008 in die deutschen Kinos. Länge 89 min. |
| 2008 | Material Buback Tonträger             | DVD1: Übriggebliebene ausgereifte Haltungen, Videoclips 1987-2006 DVD2: Die Goldenen Zitronen In Bukarest, 2001: 24min. – Dokumentation der Aufnahmen des Albums Schafott zum Fahrstuhl von Bettina Schöller, Ruben Schnell und den Goldenen Zitronen, Konzerte von 1986-2007, Interviews, Umfeld: 90min. |

## Statistik

### Chartauswertung
|                     | DE    |
| ------------------- | ----- |
| Nummer-eins-Alben   | DE—DE |
| Top-10-Alben        | DE—DE |
| Alben in den Charts | DE2DE |